# Portal Uruguay Educa
El Portal Uruguay Educa es el portal educativo en internet perteneciente a la Administración Nacional de Educación Pública de Uruguay, que ofrece más de 14 mil recursos educativos en forma libre y gratuita. Es miembro pleno de la Red Latinoamericana de Portales Educativos.  

## Historia
El Portal Uruguay Educa fue lanzado el 29 de setiembre de 2008. Está coordinado por Maestra María del Lourdes Quinteros
Los coordinadores de contenidos son la Maestra Elizabeth Mango por el Consejo de Educación Inicial y Primaria, la Profesora Iris Carámes por el Consejo de Educación Secundaria, y el Maestro Enzo Puglia por el Consejo de Formación en Educación. El Portal Uruguay Educa está editado por Lucía Uriarte y administrado por el Departamento de tecnología educativa de la Administración Nacional de Educación Pública. 
Es miembro pleno de la Red Latinoamericana de Portales Educativos, desde el 13 de noviembre de 2008, y mantiene un intercambio constante con los miembros de esta red.
El 13 de abril de 2010 fue institucionalizado como dependiente de la Dirección Sectorial de Planificación Educativa y del Departamento de Tecnología Educativa, integrado por los cuatro consejos que componen la Administración Nacional de Educación Pública.

## Objetivos
El trabajo del Portal Uruguay Educa tiene 3 objetivos principales: 
1. Apoyar a estudiantes y docentes en el proceso educativo.
2. Mejorar la cobertura educativa a través de herramientas tecnológicas y de conectividad .
3. Motivar la formación y actualización de los docentes.[1]

## Características
Posee más de 14 mil recursos educativos digitales.
Está integrado por un equipo de docentes contenidistas especialistas en diversas disciplinas designados por cada subsistema educativo con el fin de crear contenidos educativos digitales en el portal, clasificarlos  y promover el uso de la página y de los recursos abiertos de otros portales de la Red Latinoamericana de Portales Educativos.
El portal crea y clasifica recursos educativos digitales siguiendo las políticas educativas del Sistema Nacional de Educación Pública (SNEP).
Los recursos educativos digitales del portal son catalogados por asignaturas y nivel educativo, y se encuentran ubicados en tres escritorios: "Docentes", "Estudiantes" y "Familia". Las propuestas didácticas publicadas, están acompañadas de orientaciones específicas para su uso, y son organizadas según los distintos planes de estudio.
El trabajo del docente contenidista es una función técnica especializada, que requiere conocimientos específicos en tres áreas: disciplinar, didáctica y tecnológica. Se pueden encontrar contenidos de inglés, matemáticas, idioma español, literatura, italiano, historia, geografía, física, química, biología, astronomía, educación cívica, educación visual y plástica, música,Educación Física, Deporte y Recreación, pedagogía y didáctica.
La búsqueda de contenidos puede realizarse a través de un buscador interno con un recorrido por grado escolar, área de conocimiento, contenido programático y/o palabras claves.